# Hemoplazmy
Hemoplazmy – atypowe bakterie o powinowactwie do krwinek czerwonych. Te bakterie infekują erytrocyty, przyłączając się do powierzchni czerwonych krwinek. Początkowo termin „hemoplazma” odnosił się do hematotropowych mykoplazm. Znaczenie terminu jest szersze i obejmuje również alfaproteobakterie, które zachowują się podobnie jak mykoplazmy w organizmie ssaków. Powodują one niedokrwistość i małopłytkowość immunologiczną u zwierząt (np. kotów czy owiec). Opisano również pojedyncze przypadki zakażeń ludzi /pojedyncze opisy mogą wynikać z braku wiedzy na temat zakażeń hemoplazmami i ograniczeń diagnostycznych/. Wiele członków rodziny Anaplasmataceae przystosowały się do pasożytowania w stawonogach, niektóre są przekazywane przez ugryzienia kleszcza i mogą być przyczyną infekcji u ludzi np. z AIDS lub na leczeniu immunosupresyjnym. Bakterie te prowadzą życie wewnątrzkomórkowe, są Gram-ujemne.

## Rodzaje bakterii
- Mycoplasma sp.
- Anaplasma sp.
- Ehrlichia sp.
- Bartonella sp.
- Rickettsia sp.

## Patogeneza zakażeń hemoplazmowych
Bakterie zasiedlają głównie szpik kostny ssaków, żyjąc w komórkach jednojądrzastych (leukocytach, monocytach...). W momencie osłabienia odporności, dostając się do krwi, przyłączają się do erytrocytów. Wywołują niedokrwistość hemolityczną. Mogą też indukować małopłytkowość związaną ze stymulacją autoprzeciwciał.

## Diagnostyka
Hemoplazmy łatwo można wykryć w rozmazie krwi obwodowej wykonanym metodą tradycyjną (Romanowskiego) lub metodą Wrighta i Giemsy. Różnią się wyglądem od bardzo zasadochłonnych luźnych lub zbitych agregatów aż po pojedyncze, dobrze widoczne komórki bakteryjne w wakuolach rzekomych (w rzeczywistością są to wczesne endosomy).
Inne metody:
- SYBR Green PCR[2]
- cytometria przepływowa – badanie nadekspresji receptora typu 1 dla dopełniacza (CR1, CD35)[3]